# Europastraße 803
Die Europastraße 803 (kurz: E 803), die auch als Ruta de la Plata (Silberstraße) bekannt ist, ist eine Europastraße in Spanien.

## Verlauf

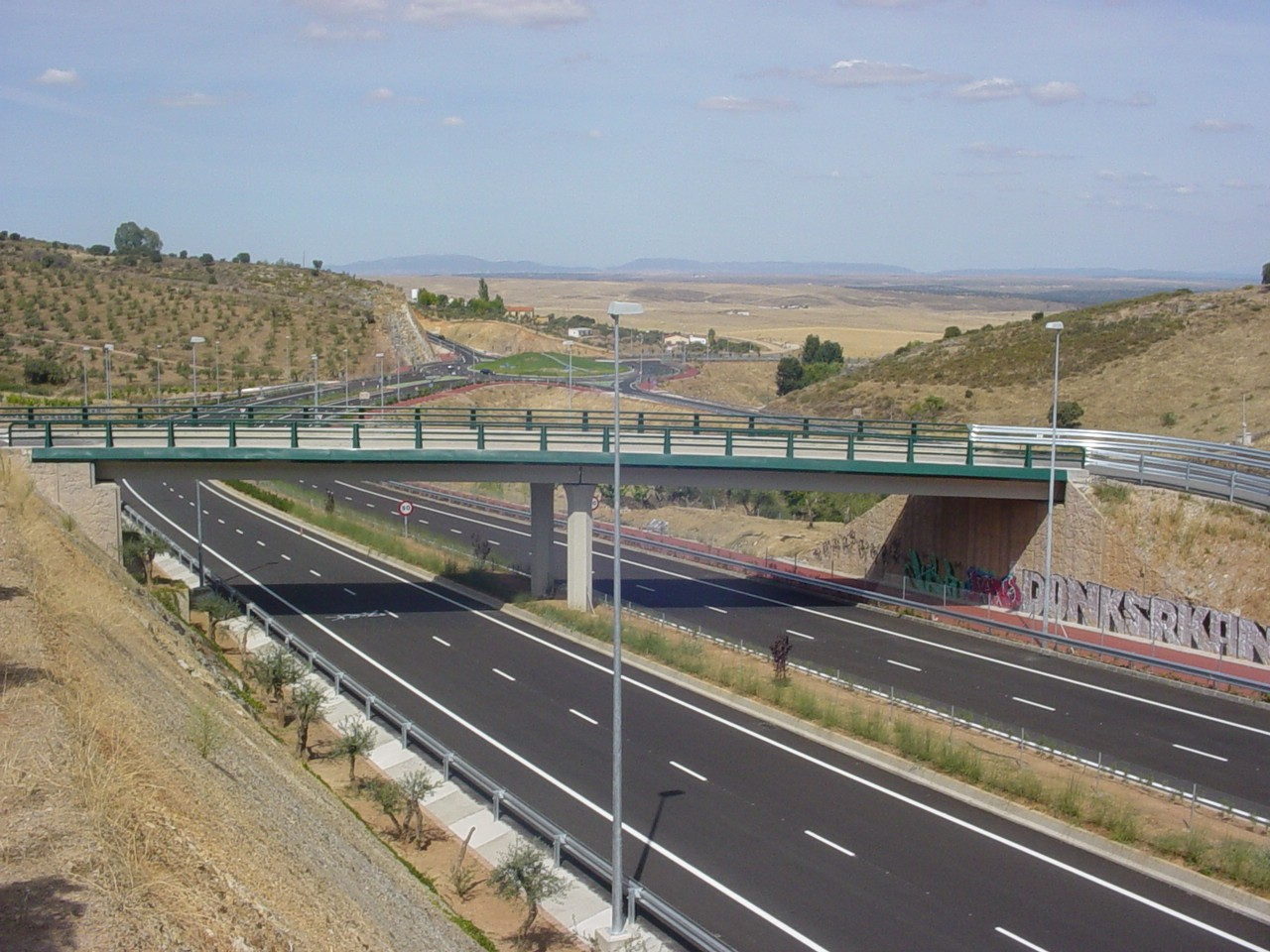
Umfahrung von Cáceres

Die Europastraße 803 beginnt in Salamanca, führt durch Béjar und Plasencia, weiter an Cáceres vorbei und durch Mérida sowie an Zafra vorbei und endet in Sevilla. Ihr Verlauf stimmt mit dem der spanischen Autovía A-66 überein, die aber zusätzlich den Abschnitt von Gijón über Zamora bis Salamanca umfasst.